# Mitchell Doens
Mitchell Constantino Doens Ambrosio (Colón, Provincia de Colón el 26 de septiembre de 1946) es un conocido político y escritor panameño.  Hijo de inmigrante Cubana con Panameño. Está casado y es padre de: Mitchell, Emelys y Rosa. 

## Biografía
Es hijo de Luz Ambrosio y José Doens. Inicia su interés por la política en 1966 simpatizando con los sectores de izquierda liderados por Arnulfo Arias. En 1968 inicia labores como Gerente de Ventas de Danté y es perseguido por los militares golpistas en 1969, sin embargo el giro del golpe militar en los temas de soberanía y recuperación del Canal por Omar Torrijos inspiran a este a formar parte del colectivo político conocido como: Partido Revolucionario Democrático (PRD).
Laboró como economista en el Ministerio de Hacienda y posteriormente inició sus negocios de perfumería, fue asesor político de varios dirigentes del PRD por décadas, así como también participó activamente con la Internacional Socialista.
En 1989 el partido al cual pertenece sufre uno de sus peores momentos al vivir en carne propia la invasión, haciendo vivir una clandestinidad temporal producto de la persecución política del gobierno de turno que representaba intereses ajenos. Esto da inicio a un nuevo escenario político de su carrera, en la cual enérgicamente con un grupo de compañeros deciden levantar de "Las Cenizas" al partido fundado por Omar Torrijos. 
Dadas las circunstancias del momento junto con sus compañeros reestructuran democráticamente al partido, dando así inicio a un nuevo proceso de participación de los miembros del colectivo, haciendo de este una oposición fuerte y es escogido miembro del Comité Ejecutivo Nacional en el puesto de Primer Subsecretario. En 1994 logra junto a su equipo del CEN, ganar las elecciones generales donde Ernesto Pérez Balladares es escogido Presidente de Panamá. 
Participó en el gobierno de Pérez Balladares como Ministro de Trabajo, su posición y defensa del gobierno fueron de recordar durante este período. En 1998 luego de la derrota de Pérez Balladares buscando la reelección se separa del cargo de Ministro, dando apoyo político a las aspiraciones presidenciales de Martin Torrijos. 
Luego de la derrota de Torrijos en 1999 se separa del CEN, Torrijos y su equipo asumen la dirección del partido. 
El 18 de octubre de 2009 es elegido Secretario General por el directorio del partido.
- Datos: Q6019584